# ENEOS音楽賞
ENEOS音楽賞（エネオスおんがくしょう）は、ENEOSグループが主催していた音楽賞。

## 概要
1971年、モービル石油が「モービル音楽賞」として創設し、邦楽部門と洋楽部門の2部門がある。1989年、洋楽部門に新進音楽家を対象とする奨励賞が設けられた。賞金は、各賞200万円である。
2001年に「エクソンモービル音楽賞」、2012年に「東燃ゼネラル音楽賞」、2017年に「JXTG音楽賞」、2020年に「ENEOS音楽賞」と改称。その後社会貢献活動の見直しを理由として2022年度をもって「ENEOS児童文化賞」「ENEOS童話賞」とともに開催を終了した。

## 受賞者

### 邦楽部門
- 第 1回（1971年）  山口五郎（琴古流尺八）
- 第 2回（1972年）  松崎倭佳（長唄）、稀音家幸（三味線）
- 第 3回（1973年）　菊原初子（地歌筝曲）
- 第 4回（1974年）　田中伝左衛門（歌舞伎長唄囃子）
- 第 5回（1975年）　杵屋正邦（現代邦楽作曲）
- 第 6回（1976年）　観世寿夫（能楽シテ方）
- 第 7回（1977年）　山彦河良（河東節）
- 第 8回（1978年）　杵屋佐登代（長唄唄方）
- 第 9回（1979年）　鶴田錦史（薩摩琵琶）
- 第10回（1980年）　町田佳聲（邦楽研究評論）、福原百之助（長唄囃子笛方）
- 第11回（1981年）　太田里子（地歌筝曲）
- 第12回（1982年）　今藤長十郎（長唄三味線）
- 第13回（1983年）　都一中（一中節三味線）
- 第14回（1984年）　常磐津文字兵衛（現常磐津英寿）（常磐津節三味線）
- 第15回（1985年）　浅川玉兎（長唄研究）、竹本住大夫（義太夫節太夫）
- 第16回（1986年）　杵屋五三郎（長唄 三味線）
- 第17回（1987年）　中田博之（筝曲）
- 第18回（1988年）　平井澄子（現代邦楽）
- 第19回（1989年）　米川敏子（筝曲）
- 第20回（1990年）　日本音楽集団（現代邦楽創造グループ）
- 第21回（1991年）　尺八三本会（尺八）
- 第22回（1992年）　宮田哲男（長唄唄方）
- 第23回（1993年）　一噌幸政（能楽笛方）
- 第24回（1994年）　都一いき（一中節）
- 第25回（1995年）　藤井久仁江（地歌筝曲）
- 第26回（1996年）　竹本駒之助（女流義太夫）
- 第27回（1997年）　芝祐靖（雅楽）
- 第28回（1998年）　観世榮夫（能楽シテ方）
- 第29回（1999年）　鶴澤清治（文楽三味線方）
- 第30回（2000年）　田島佳子（長唄三味線方）
- 第31回（2001年）　山本東次郎（大蔵流狂言方）
- 第32回（2002年）　川瀬白秋（筝曲胡弓）
- 第33回（2003年）　大和久満（大和楽三味線方）
- 第34回（2004年）　米川裕枝（現二代目米川敏子）（筝曲）
- 第35回（2005年）　味見亨（長唄三味線方）
- 第36回（2006年）　野坂恵子（箏曲）
- 第37回（2007年）　横道萬里雄（楽劇評論）
- 第38回（2008年）　今藤政太郎（長唄三味線方）
- 第39回（2009年）　藤舎呂船（邦楽囃子)
- 第40回（2010年）　近藤乾之助（能楽　宝生流　シテ方）
- 第41回（2011年）　豊竹咲大夫（文楽義太夫節太夫）
- 第42回（2012年）　清元美治郎（清元三味線方）
- 第43回（2013年）　今藤尚之（長唄唄方）
- 第44回（2014年）　中川善雄（邦楽囃子 笛方）
- 第45回（2015年）　沢井一恵（箏曲）
- 第47回（2017年）　6代目豊竹呂太夫（文楽義太夫節太夫）
- 第48回（2018年）　杵屋勝国（長唄　三味線方）
- 第49回（2019年）　観世清和（能楽　観世流シテ方）
- 第50回（2020年）　伶楽舎（雅楽演奏グループ）
- 第51回（2021年）　清元美寿太夫（清元浄瑠璃方）
- 第52回（2022年）　鶴澤津賀寿（義太夫三味線方）

### 洋楽部門（本賞）
- 第 1回（1971年）　江藤俊哉（ヴァイオリン）
- 第 2回（1972年）　朝比奈隆（指揮）
- 第 3回（1973年）　東京室内歌劇場（オペラ）
- 第 4回（1974年）　巖本真理弦楽四重奏団（室内楽）
- 第 5回（1975年）　小澤征爾（指揮）
- 第 6回（1976年）　鈴木鎮一（音楽教育）
- 第 7回（1977年）　園田高弘（ピアノ）
- 第 8回（1978年）　音楽之友社（音楽総合出版）
- 第 9回（1979年）　小林道夫（チェンバロ）
- 第10回（1980年）　二期会（声楽研究・オペラ）
- 第11回（1981年）　武満徹（作曲）
- 第12回（1982年）　渡辺暁雄（指揮）
- 第13回（1983年）　札幌交響楽団（オーケストラ）
- 第14回（1984年）　野村光一（音楽評論）
- 第15回（1985年）　東敦子（ソプラノ）
- 第16回（1986年）　藤原歌劇団（オペラ）
- 第17回（1987年）　堤剛（チェロ）
- 第18回（1988年）　アンリエット・ピュイグ＝ロジェ（ピアノ）
- 第19回（1989年）　吉田雅夫（フルート）
- 第20回（1990年）　三善晃（作曲）
- 第21回（1991年）　若杉弘（指揮）
- 第22回（1992年）　中澤桂（ソプラノ）
- 第23回（1993年）　和波孝禧（ヴァイオリン）
- 第24回（1994年）　松村禎三（作曲）
- 第25回（1995年）　今井信子（ヴィオラ）
- 第26回（1996年）　秋山和慶と東京交響楽団
- 第27回（1997年）　畑中良輔（バリトン・音楽評論）
- 第28回（1998年）　松本美和子（ソプラノ）
- 第29回（1999年）　鈴木雅明とバッハ・コレギウム・ジャパン
- 第30回（2000年）　大阪音楽大学ザ・カレッジ・オペラハウス
- 第31回（2001年）　西村朗（作曲）
- 第32回（2002年）　海老彰子（ピアノ）
- 第33回（2003年）　福井敬（テノール）
- 第34回（2004年）　小栗まち絵（ヴァイオリン）
- 第35回（2005年）　中村紘子（ピアノ）
- 第36回（2006年）　モーツァルト劇場（主宰：高橋英郎）（オペラ）
- 第37回（2007年）　前橋汀子（ヴァイオリン）
- 第38回（2008年）　ゲルハルト・ボッセ（指揮）
- 第39回（2009年）　大野和士（指揮)
- 第40回（2010年）　田中信昭（合唱指揮）
- 第41回（2011年）　仙台フィルハーモニー管弦楽団（オーケストラ）
- 第42回（2012年）　舘野泉（ピアノ）
- 第43回（2013年）　小山実稚恵（ピアノ）
- 第44回（2014年）　佐々木典子（ソプラノ）
- 第45回（2015年）　寺神戸亮（ヴァイオリン、指揮）
- 第46回（2016年）　井上道義（指揮）
- 第47回（2017年）　モルゴーア・クァルテット（弦楽四重奏）
- 第48回（2018年）　池辺晋一郎（作曲）
- 第49回（2019年）　尾高忠明（指揮）
- 第50回（2020年）　佐藤美枝子（ソプラノ）
- 第51回（2021年）　滋賀県立芸術劇場びわ湖ホール・沼尻竜典（指揮）
- 第52回（2022年）　野平一郎（作曲・ピアノ）

### 洋楽部門（奨励賞）
- 第 1回（1989年） 吉野直子（ハープ）
- 第 2回（1990年） 漆原朝子（ヴァイオリン）
- 第 3回（1991年） 長谷川陽子（チェロ）
- 第 4回（1992年） 佐久間由美子（フルート）
- 第 5回（1993年） 仲道郁代（ピアノ）
- 第 6回（1994年） 錦織健（テノール）
- 第 7回（1995年） 千住真理子（ヴァイオリン）
- 第 8回（1996年） 高橋薫子（ソプラノ）
- 第 9回（1997年） 樫本大進（ヴァイオリン）
- 第10回（1998年） 若林顕（ピアノ）
- 第11回（1999年） 佐野成宏（テノール）
- 第12回（2000年） 横山幸雄（ピアノ）
- 第13回（2001年） 長岡京室内アンサンブル（主宰 森悠子）
- 第14回（2002年） 矢崎彦太郎（指揮）
- 第15回（2003年） 川田知子（ヴァイオリン）
- 第16回（2004年） 斉田正子（ソプラノ）
- 第17回（2005年） 渡辺玲子（ヴァイオリン）
- 第18回（2006年） 篠崎和子（ハープ）
- 第19回（2007年） 藤村実穂子（メゾソプラノ）
- 第20回（2008年） 幸田浩子（ソプラノ）
- 第21回（2009年） 趙静（チェロ）
- 第22回（2010年） 藤倉大（作曲）
- 第23回（2011年） 粟國淳（オペラ演出）
- 第24回（2012年） 山崎伸子（チェロ）
- 第25回（2013年） 古典四重奏団（弦楽四重奏）
- 第26回（2014年）　下野竜也（指揮）
- 第27回（2015年）　川本嘉子（ヴィオラ）
- 第28回（2016年）　萩原麻未（ピアノ）
- 第29回（2017年）　中村恵理（ソプラノ）
- 第30回（2018年）　小倉貴久子（フォルテ　ピアノ）
- 第31回（2019年）　吉井瑞穂（オーボエ）
- 第32回（2020年）　アントネッロ（主宰：濱田芳通）（古楽アンサンブル）
- 第33回（2021年）　広島交響楽団（オーケストラ）
- 第34回（2022年）　脇園彩（メゾソプラノ）